# Ardisia rufidula
Ardisia rufidula är en viveväxtart som beskrevs av Cyrus Longworth Lundell. Ardisia rufidula ingår i släktet Ardisia och familjen viveväxter. Inga underarter finns listade i Catalogue of Life.